# آریق بالیق
آریق بالیق (قزاقی: Арықбалық) یک شهرک در استان قزاقستان شمالی کشور قزاقستان است.